# 머스코기어족

머스코기어족의 분포

머스코기어족(Muskogean, Muscogee)은 미국 남동부에서 사용되던 미국 원주민의 언어들이 이루는 어족이다. 논쟁적이기는 하나 보통 머스코기어족은 크게 동부 어군과 서부 어군으로 나누어진다. 형태론적으로 머스코기어족의 언어들은 교착어의 성질을 가진다. 기록된 여러 언어가 이미 사멸하였으며 나머지 언어들도 심각한 사멸 위기에 처해있다.

## 분류
현재 사용되는 머스코기어족은 총 6개의 언어로 이루어져, 앨라배마어, 치카소어, 촉토어, 머스코기어(크리크-세미놀), 코아사티어, 미카수키어(히치티-미카수키)가 있다.
오늘날 다음과 같은 메리 하스(Mary Haas)의 동-서 분류가 주로 받아들여지고 있으나 여러 이론이 공존한다.
- 서부
  - 치카소어(Chickasaw)
  - 촉토어(Choctaw)
- 동부
  - 크리크-세미놀어(Creek-Seminole, Muscogee)
  - 히치티-미카수키어(Hitchiti-Mikasuki)
  - Apalachee–Alabama–Koasati
    - 아팔라치어†
    - 앨라배마어
    - 코아사티어